# 22995 Allenjanes
22995 Allenjanes è un asteroide della fascia principale. Scoperto nel 1999, presenta un'orbita caratterizzata da un semiasse maggiore pari a 2,7806878 UA e da un'eccentricità di 0,0840336, inclinata di 4,37187° rispetto all'eclittica.